# Telocaset
Telocaset (kiejtése: tɛloʊkæsɛt) az Amerikai Egyesült Államok északnyugati részén, Oregon állam Union megyéjében elhelyezkedő önkormányzat nélküli település.
Neve a nez perce „taule-karset” (valami a csúcson) szóból ered. Egykor postakocsi-megállóhely volt itt. 1885-től itt volt az Oregon Railway and Navigation Company vasútvonalának egy megállója. A posta 1885 és 1975 között működött.

## Fordítás
- Ez a szócikk részben vagy egészben  a   Telocaset, Oregon című angol Wikipédia-szócikk ezen változatának fordításán alapul.  Az eredeti cikk szerkesztőit annak laptörténete sorolja fel. Ez a jelzés csupán a megfogalmazás eredetét és a szerzői jogokat jelzi, nem szolgál a cikkben szereplő információk forrásmegjelöléseként.